# Anton de Kom
Cornelis Gerhard Anton de Kom, né le 22 février 1898 à Paramaribo et mort le 24 avril 1945 à Sandbostel, est un combattant de la résistance et un auteur contre le colonialisme du Suriname.

## Biographie
De Kom est né à Paramaribo, au Suriname, il est le fils d'Adolf de Kom et Judith Jacoba Dulder, tous deux paysans. Son père était même né esclave. Comme produit dans de nombreux cas, son nom de famille était à l'opposé du dernier nom de son maître, dont le nom était Mok.
Après avoir reçu son diplôme, Anton de Kom a commencé à travailler pour la Balata Compagnieën Suriname en Guyana. Le 29 juillet 1920, il a démissionné et pour aller à Haïti, où il a travaillé pour la Société commerciale hollandaise transatlantique. L'année suivante, cependant, il partit pour les Pays-Bas, où il a été pendant un an volontaire dans un régiment de cavalerie. En 1922, il a commencé à travailler dans un cabinet de conseil à La Haye, mais il n'y a travaillé seulement pendant un an parce qu'il a été congédié à la suite d'une réorganisation de la société. Puis il est devenu représentant, vendant du café, du tabac et du thé : dans cette période, il a rencontré celle qui sera sa future épouse, Petronella Catharina Borsboom. Outre son travail, cependant, Anton s'est également intéressé à la politique : il appartenait, en fait, à de nombreuses organisations de gauche et à l'organisation étudiante indonésienne nationaliste.
De Kom et sa famille partent pour le Suriname le 20 décembre 1932, ils arrivent le 4 janvier 1933: à partir de cette époque il est contrôlé de manière très sévère par les autorités coloniales. Le 1er février, il est arrêté sur son chemin vers le bureau du gouverneur avec un groupe de partisans. À partir du 3 février, ses partisans se rassemblent devant le bureau du gouverneur pour réclamer la libération de De Kom. La foule refuse la demande de se disperser et de laisser la place et la police a ouvert le feu, tuant deux personnes et en blessant 30.
Le 10 mai, Anton De Kom a été envoyé aux Pays-Bas sans aucun procès. À cette période, il est sans emploi et se consacre entièrement à l'écriture de son livre: Wij slaven van Suriname (Nous esclaves du Suriname), qui est publié sous une forme censurée en 1934.
Après l'invasion des Pays-Bas par le Troisième Reich, De Kom rejoint la Résistance. Le 7 août 1944, cependant, il est arrêté et emprisonné au Oranje Hotel à Schéveningue, puis il est transféré au camp de concentration de Bois-le-Duc. Au début de septembre 1944, il est transféré au camp de concentration d'Oranienbourg-Sachsenhausen, où il est forcé à travailler pour une usine d'avions. De Kom est mort le 24 avril 1945 de la tuberculose au stalag X-B, dépendant du camp de concentration de Neuengamme. En 1960, ses restes ont été retrouvés et enterrés dans le cimetière de Loenen aux Pays-Bas.

## Œuvres
- Wij slaven van Suriname (1934 ; 2e édition 1971)
- Strijden ga ik (1969)